# 斐姫
斐姫（あやひめ、1852年（嘉永5年） - 1929年（昭和4年）5月9日）は、第14代徳島藩主・蜂須賀茂韶の正室。父は蜂須賀隆芳。

## 生涯
父は蜂須賀隆芳。妹に鷹司輔政の正室の倫子がいる。
1869年（明治2年6月）に蜂須賀茂韶と婚姻。1872年（明治5年）から1873年（明治6年）まで茂韶は斐を同伴して自費による海外留学をした。
1874年（明治7年）4月、茂韶と離婚。後に茂韶は1881年（明治14年）に徳川慶篤の長女・随子を継室に迎えた。
斐子は1929年（昭和4年）5月9日に死去。墓所は東京都台東区にある海禅寺。法名は宝樹院華香妙果大姉。